# Muzeum Historii Naturalnej w Turynie

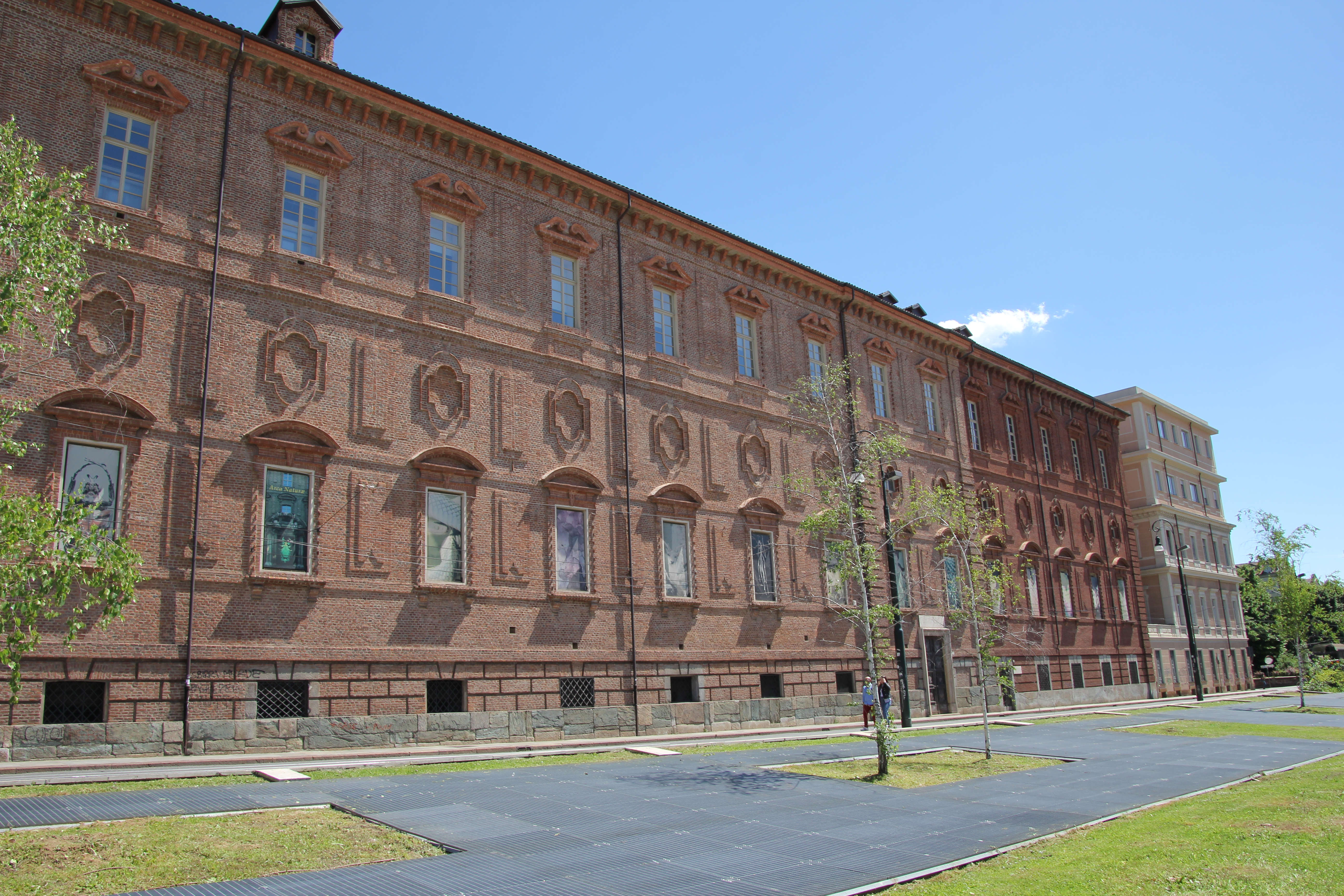
Siedziba muzeum (2017)

Muzeum Historii Naturalnej w Turynie (Museo Regionale di Scienze Naturali di Torino, MRSN) – muzeum w Turynie, które przechowuje zbiory historii naturalnej Uniwersytetu w Turynie i inne zbiory związane z historią naturalną. Muzeum mieści się w dawnym szpitalu San Giovanni Battista, zbudowanym pod koniec XVII wieku przez Amedeo di Castellamonte i ukończonym przez innych architektów. Mieści wydziały zoologii, entomologii, botaniki, minerałów, geologii i paleontologii.
Historyczne Muzeum Zoologii Uniwersytetu w Turynie powstało w 1739 roku. We wczesnych latach XIX wieku stało się instytucją naukową i głównym ośrodkiem badań i nauczania uniwersyteckiego. Wśród wielu osób, które przyczyniły się do jego rozwoju, znajdują się przyrodnicy i zoolodzy Filippo De Filippi (1814–1867) i Michele Lessona (1823–1894), którzy rozpowszechnili we Włoszech teorię Darwina.